# Авария Ил-86 в Дубае
Авария Ил-86 в Дубае — авиационная авария, произошедшая в пятницу 21 сентября 2001 года в Международном аэропорту Дубая. Авиалайнер Ил-86 авиакомпании «Аэрофлот» совершал рейс SU521 по маршруту Москва — Дубай, но, заходя на посадку в аэропорту Дубая, по вине экипажа совершил грубую посадку «на брюхо». Все находившиеся на его борту 322 человека (307 пассажиров и 15 членов экипажа) выжили.

## Самолёт
Ил-86 (регистрационный номер RA-86074, заводской 51483205041) был выпущен Воронежским акционерным самолётостроительным обществом (ВАСО) 1 августа 1985 года. 9 августа того же года был передан авиакомпании «Аэрофлот» (с 9 августа 1985 года по 1992 год — ЦУ МВС, Шереметьевский ОАО). В 1992 году его бортовой номер сменился с СССР-86074 на RA-86074. Оснащён четырьмя  двухконтурными турбореактивными двигателями НК-86 Куйбышевского моторного завода. На день аварии совершил 7132 цикла «взлёт-посадка» и налетал 23 711 часов.

## Хронология событий
21 сентября 2001 года Ил-86 борт RA-86074 выполнял международный рейс SU521 Москва — Дубай. Самолётом управлял экипаж в составе командира В. И. Ивочкина (пилот 1-го класса, налетал 16 501 час 40 минут, 6080 часов 20 минут из них на Ил-86), второго пилота С. К. Севастьянова (пилот 3-го класса, налетал 8920 часов 34 минуты, 1126 часов 46 минут из них на Ил-86), штурмана С. Н. Афанасьева, бортинженера Е. А. Малинина и 11 бортпроводников. Всего на его борту находилось 322 человека — 15 членов экипажа и 307 пассажиров.
В схеме захода на посадку аэропорта Дубая самолёты выпускали шасси непосредственно перед касанием ВПП. Это было необходимо для снижения шума при пролёте над жилыми районами (из-за меньшего аэродинамического сопротивления нужна меньшая тяга двигателей и мощность). Однако Ил-86 оборудован звуковой и световой сигнализацией «шасси выпусти», которая срабатывает, когда закрылки выпускают в посадочное положение.
Тогда командир, дабы не отвлекаться в промежутке от момента выпуска закрылков и до выпуска шасси, распорядился её отключить. При заходе лайнера на посадку, грубо нарушая РЛЭ, бортинженер стал зачитывать контрольную карту и самостоятельно отвечать на все её пункты. КВС, второй пилот и штурман его не контролировали. В результате бортинженер ошибочно посчитал, что шасси выпущены, а остальные члены экипажа в кабине этот момент не проконтролировали, в том числе и по причине отключённой сигнализации шасси.
В 20:09 с выпущенной механизацией крыла и убранными шасси рейс SU521 произвёл посадку на ВПП №30R аэропорта Дубая. При скольжении по ВПП произошло возгорание двигателей № 2 и № 3, а также в хвостовом грузовом отсеке. Факт посадки без шасси был обнаружен одним из бортпроводников. Благодаря своевременным действиям аварийных служб аэропорта пожар был быстро ликвидирован, а пассажиры и экипаж за рекордно короткое время - 36 секунд - были эвакуированы. Никто из находившихся на борту 322 человек не погиб.

## Расшифровка переговоров
КВС: Хорошо. 

Штурман: Высота 85 метров. 

КВС: По приборам держим… 

Штурман: Решение. 

КВС: Хорошо, садимся. 

Штурман: 50. 

КВС: Хорошо. 

Штурман: 40. 

Штурман: 35. 

Штурман: 30. 

Штурман: 25. 

Штурман: 20. 

Штурман: 15, торец. 

Штурман: 10. 

Штурман: 5. 

КВС: Режим 70. 

Штурман: 3, 2, 1. Скорость 280. 

КВС: Режим малый газ. 

Бортинженер: Малый. 

???: На малом. 

???: 270 скорость. 

КВС: Спойлеры. 

КВС: Реверс. 

GPWS: ПОЖАР, ПОЖАР. 

Штурман: 1500. 

Штурман: Скорость 230. 

Штурман: 220. 

GPWS: …ВТОРОЙ ДВИГАТЕЛЬ. 

???: Выключил. 

???: Горит. 

???: Горит. 

GPWS: НА САМОЛЁТЕ ИЛ-86 ПОЖАР. 

???: Горим! 

Штурман: 170. 

Штурман: 160. 

GPWS: НА САМОЛЁТЕ ИЛ-86 ПОЖАР. 

???: Первый гасим. 

КВС: Тормоза отпусти. 

GPWS: ПЕРВЫЙ ДВИГАТЕЛЬ. 

Штурман: 120, 130. 

КВС: Реверс выключить. 

GPWS: ПЕРВЫЙ ДВИГАТЕЛЬ. 

???: Выключи реверс. 

???: Проверьте. 

КВС: Всё включить пожарное. 

GPWS: 4-Й ДВИГАТЕЛЬ. 

???: Ну, давай, давай. 

GPWS: ВЫПУСТИ ШАССИ. 

GPWS: 1-Й ДВИГАТЕЛЬ ПРОВЕРИТЬ. 

КВС: Отпусти тормоза! Ты что прицепился? 

GPWS: ОТКАЗ ВСЕХ ГИДРОСИСТЕМ. 

Конец записи. 

## Расследование
Расследованием причин аварии самолета занялись комиссия Генеральной администрации гражданской авиации ОАЭ (GCAA) и российские эксперты Межгосударственного авиационного комитета (МАК), а также представители Государственной службы гражданской авиации, ОКБ Ильюшина и авиакомпании «Аэрофлот».
По заключению специалистов, авария произошла вследствие «невыполнения экипажем действий, предписанных руководством по лётной эксплуатации». Пилотов подвело различие в схемах посадки, принятых в российских и зарубежных аэропортах. В России самолёт, заходя на посадку, сначала выпускает шасси, а затем закрылки, а за рубежом наоборот. Дело в том, что выпущенное шасси создаёт препятствие для встречного потока воздуха, что приводит к возникновению дополнительного шума при посадке. Санитарные требования по шуму за границей более жёсткие, поэтому шасси не разрешается выпускать раньше времени.
Во время посадки в международных аэропортах российские пилоты руководствуются местными правилами, а автоматика самолёта остаётся верной «российской схеме», на которую её настроили на заводе-производителе (начинает реветь сирена и мигать предупредительное табло, сигнализирующие, что порядок действий экипажа нарушен). Ревущую сирену пилоты отключают, чтобы не мешала, и это запрещено инструкциями, что и произошло с рейсом 521.
Но ошибка пилотов заключалась не только в этом. При посадке роли в экипаже распределялись так: второй пилот сажал лайнер, а КВС при этом учил его садиться в иностранных аэропортах. И оба пилота «забыли» про бортинженера, действия которого они, опять же в соответствии с инструкцией, обязаны были контролировать, но не делали этого. Бортинженер, оказавшись в одиночестве, был вынужден сам себе задавать обязательные при посадке вопросы и сам же на них отвечать.
— Частота аэропорта?

— Такая-то, настроена.

— Давление за бортом?

— Такое-то, выставлено.

— Посадочный маяк?

— Отдан.

— Скорость?

— Триста.

— Шасси?

— Выпущено,— проговорил он, но последнюю команду он не выполнил.

## Последствия
В тот же день авиакомпания «Аэрофлот» выплатила компенсацию пассажирам в размере 400 USD каждому (20 USD за килограмм груза, сгоревшего в хвостовом отсеке). Также ей пришлось выплатить компенсацию 10 000 000 USD аэропорту за 13-часовой простой из-за блокировки ВПП.
Уже в аэропорту Дубая были задержаны лётные свидетельства у всех четырёх пилотов. Позже в авиакомпании «Аэрофлот» были уволены заместитель лётного директора, командир эскадрильи самолётов Ил и командир лётного отряда Ил-86.

## Дальнейшая судьба самолёта
В результате посадки без шасси у лайнера были повреждены планёр и силовые установки, а также откидные панели подхода к переднему лонжерону левого полукрыла. Сгорела носовая часть крыла в районе двигателя № 3, панели подхода также были повреждены огнём. Лайнер в итоге был списан.
В 2001—2003 годах фюзеляж самолёта был затоплен в Персидском заливе и использовался водолазами-любителями и в аттракционах.